# Morgarten ZG

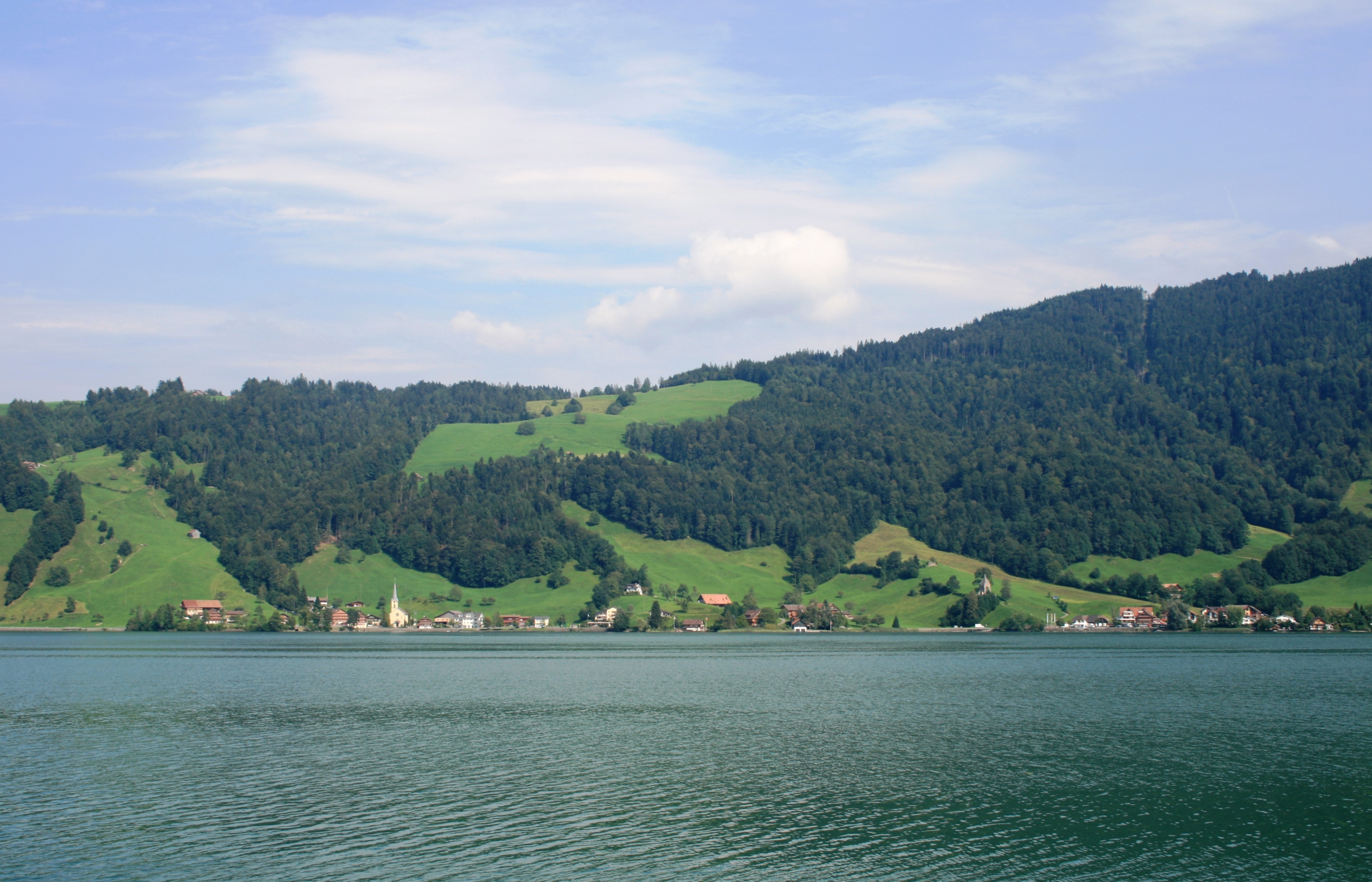
Der Ort Morgarten am Ägerisee (2009)

Morgarten ist ein Dorf in der Gemeinde Oberägeri im Schweizer Kanton Zug. Der Ort liegt am Ufer des Ägerisees und an der Strasse von Oberägeri nach Sattel.
Ursprünglich hiess der Ort Hauptsee. 1905 wurde er im Zusammenhang mit dem Gedenken an die Schlacht am Morgarten vom 15. November 1315 und der Errichtung eines Schlachtdenkmals (1906–08) umbenannt. Die Umbenennung erfolgte auf Wunsch des Verkehrsvereins Oberägeri-Morgarten durch die Kreispostdirektion Zürich.

Historisches Luftbild von Werner Friedli von 1958

## Umstrittene Schlachtfeldfrage

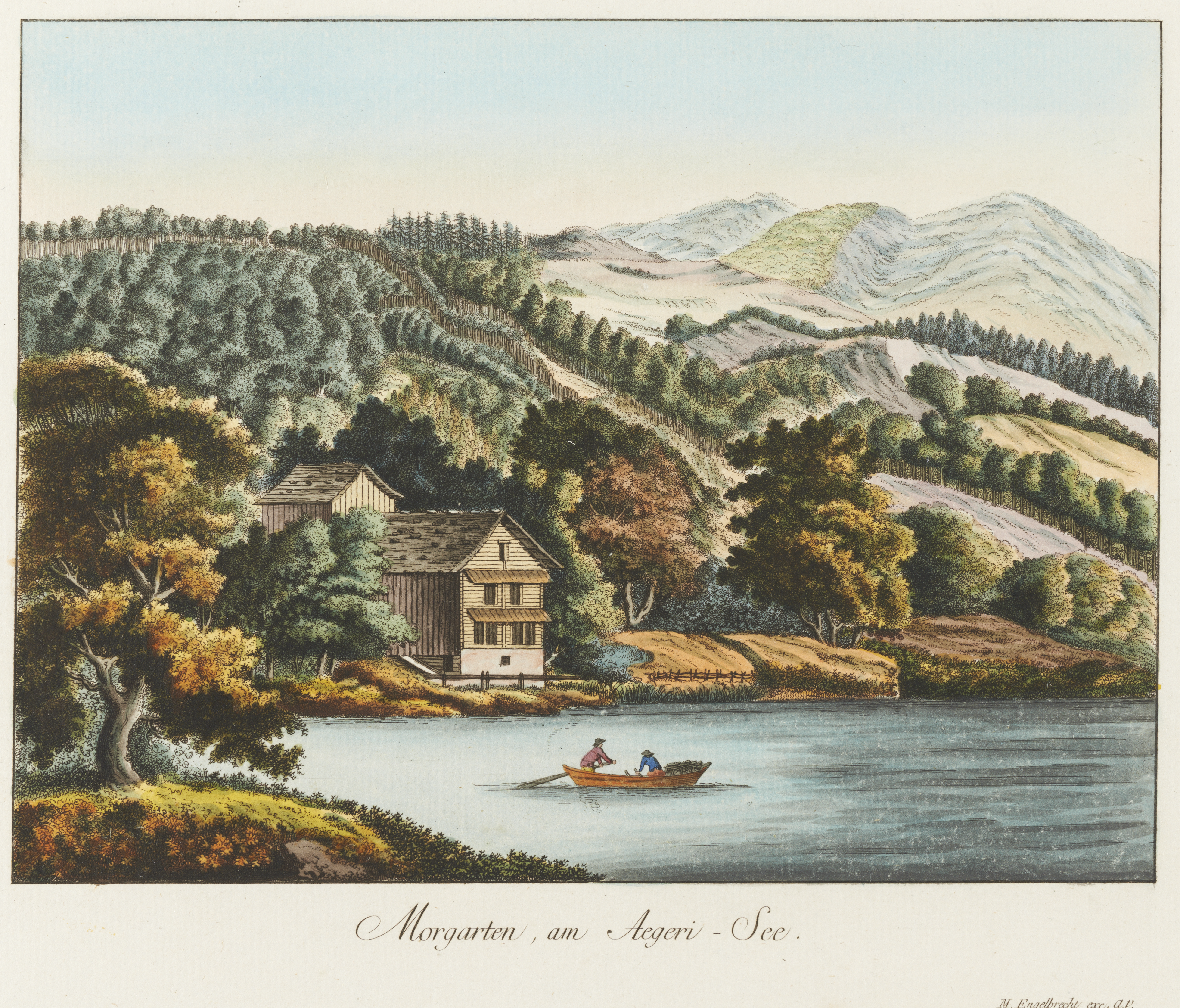
Alte Ansicht von Hauptsee mit dem Berghang am Morgarten

Die Lage des Schlachtgeländes war in der Zeit um 1900 sehr umstritten. Die Ortsbezeichnung «Morgarten» war dazu nicht hilfreich. 1620 kommt das Wort erstmals in der sogenannten Haller-Gyger-Karte am südöstlichen Ende des Ägerisees vor und fand sich in der Folge an einigen anderen Orten in der Talschaft. Heute bezeichnet es neben dem kleinen Dorf am See den Morgartenberg (1239 m) in der Gemeinde Rothenthurm und den darunterliegenden Hang mit den Höfen Morgartenberg und Chli Morgarten.
1895 veröffentlichte der Zürcher Karl Bürkli einen Schlachtplan. Er vertrat darin die Auffassung, dass die Eidgenossen am Buechwäldli direkt am Seeufer auf Reiterei und Fussvolk Herzog Leopolds getroffen seien und verwahrte sich gegen Pläne, ein Denkmal an der Figlenfluh in der Nähe der Liegenschaft Schornen zu errichten. Der Kanton Schwyz verortete das Schlachtgeschehen dagegen seit längerer Zeit in der Schornen, wo sich die Schlachtkapelle und ein Letziturm befinden, sowie in Schafstetten, beide in der Gemeinde Sattel gelegen. Durch den 1909 erschienenen Schlachtplan von Pater Wilhelm Sidler sah sich die Schwyzer Seite darin bestätigt.

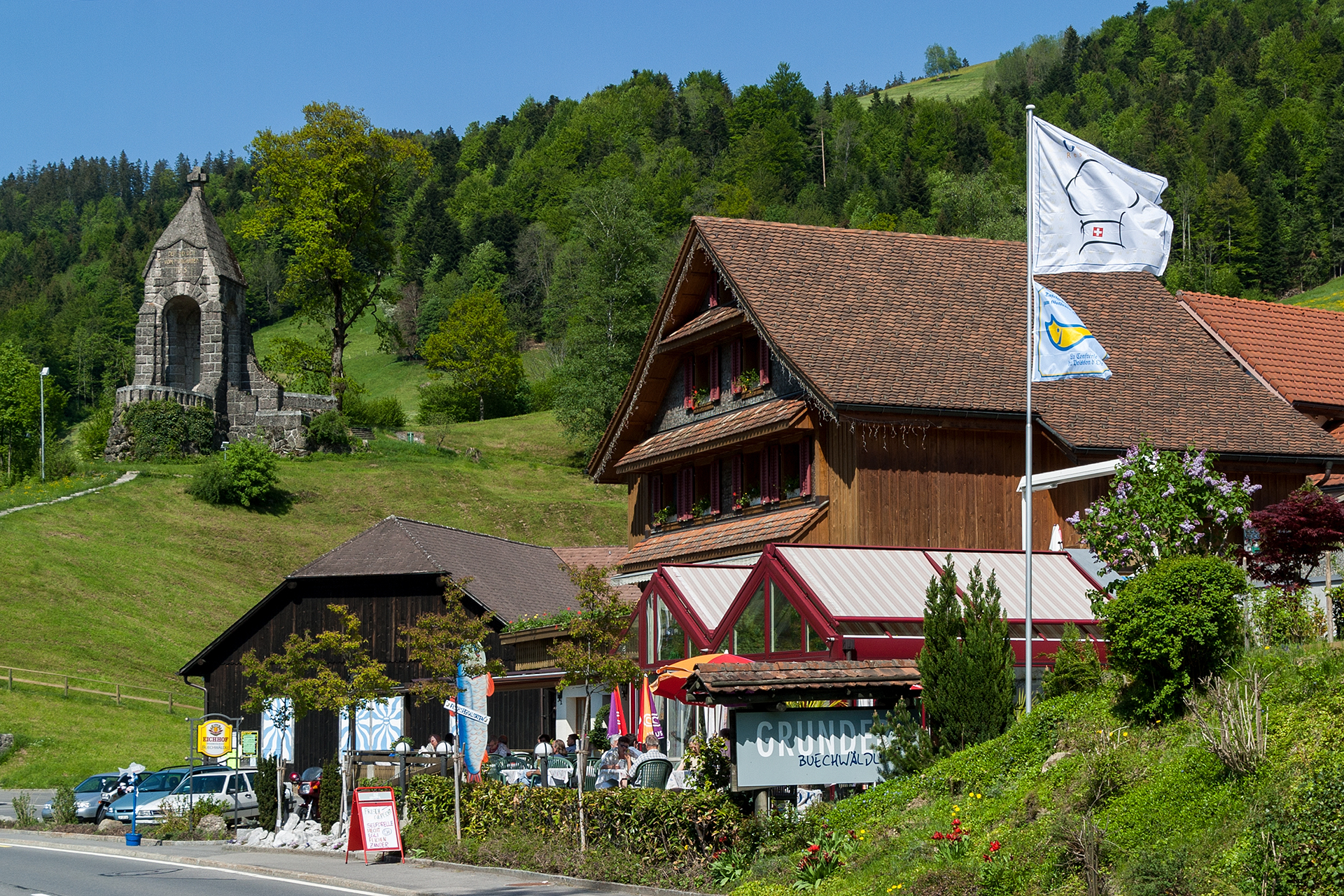
Denkmal, Morgartenhütte und Restaurant im Buechwäldli

Auf Zuger Seite wurden inzwischen ab 1901 durch den Arzt und Tourismuspromotor Josef Hürlimann aus Unterägeri Pläne für ein Denkmal im Buechwäldli verfolgt, die sich auf Bürklis Plan stützten. Die Schwyzer Regierung trat 1903 aus dem Initiativkomitee zurück und verfolgte künftig Pläne für ein zu errichtendes Nationaldenkmal in Schwyz. 1906 wurde der Bau des vom Architekten Robert Rittmeyer entworfenen Schlachtdenkmals begonnen. Eingeweiht wurde es am 2. August 1908.

## Morgartenschiessen
Beim Denkmal findet alljährlich am 15. November ein Schützenfest statt, das Morgartenschiessen, organisiert durch den Morgartenschützenverband Zug. Es steht im Zusammenhang mit dem Rütlischiessen, von dem die Zuger Schützen ab 1911 aus Platzgründen häufig ausgeschlossen waren. Als Erinnerung an die Freiheitsschlacht am Morgarten trugen sie im November 1912 erstmals ebenfalls unter freiem Himmel ein 300-Meter-Schiessen für Gewehrschützen aus, zu dem sie Schiessvereine aus anderen Kantonen einluden. Die besten Schützen werden jeweils an einer Feier im Schützenhaus mit einem «Morgartenbecher» ausgezeichnet.